# سرخه دیزج (طارم)
سرخه دیزج یک منطقهٔ مسکونی در ایران است که در دهستان دستجرده واقع شده‌است. سرخه دیزج ۳۱۳ نفر جمعیت دارد.